# Aritenoideo oblicuo
El músculo aritenoideo oblicuo es uno de los músculos intrínsecos de la laringe y el más superficial de los tres músculos aritenoideos. Forma dos fascículos musculares que pasan de la base de un cartílago al ápice del opuesto, y por tanto, se cruzan uno al otro en la línea media en forma de X. Algunas fibras conocidas como porción ari-epiglótica, se continúan alrededor del margen lateral del cartílago prolongadose al pliegue ari-epiglótico. Algunos autores describen al aritenoideo oblicuo y sus fibras ari-epiglóticas como músculos distintos.
El músculo tiene su origen en los cartílagos aritenoides en un lado y se insertan en los cartílagos aritenoides en el lado opuesto. Es inervado por la rama laríngea recurrente del nervio vago, al igual que todos los músculos intrínsecos de la laringe excepto el músculo cricotiroideo.

## Acción
La contracción del aritenoideo oblicuo causa la aproximación de las cartílagos aritenoides (cerrar hendidura glótica). El músculo ariepiglótico junto con el aritenoides oblicuo y el tiroaritenoideo funcionan como un esfínter y cierran la laringe al tragar o al producir tos. 